# アレハンドロ・ダミアン・ドミンゲス
アレハンドロ・ダミアン・ドミンゲス（Alejandro Damián Domínguez, 1981年6月10日 - ）は、アルゼンチン・キルメス出身の元同国代表サッカー選手。現役時代のポジションはミッドフィールダー。

## 経歴
アルゼンチン国内では、CAリーベル・プレートなどでプレー。2001 FIFAワールドユース選手権では、ハビエル・サビオラ、アンドレス・ダレッサンドロを擁したU-20代表の一員として、優勝を経験している。2004年、FCルビン・カザンへ加入。2005年と2006年にはコパ・ラ・マンガ制覇に貢献し、ドミンゲス自身も2006年シーズンのロシア・プレミアリーグ最優秀外国人選手賞に輝いた。2007年、当時の移籍金で最高金額となる700万ユーロでFCゼニト・サンクトペテルブルクへ移籍。ゼニトでは主に右ウイングとして活躍し、ドミンゲスの最大のハイライトは、UEFAカップのFCバイエルン・ミュンヘン戦（2nd leg）で得点を挙げ、4-0と大金星を成し遂げたことだった。しかし、2009年に入ると、ディック・アドフォカート監督との確執が囁かれ、同年3月12日に古巣ルビンへ復帰することとなった。ルビンではセンターフォワード並びに攻撃的MFとしてプレーしている。夏場には6試合連続でPKによる得点を決め、得点ランキング上位を維持し、ルビン・カザンの優勝に貢献した。9月29日、UEFAチャンピオンズリーグ第2節のインテル・ミラノ戦ではルシオとワルテル・サムエルを交わして角度のないところからシュートを決め、その後もきわどいFKや鋭いクロスで相手ゴールを脅かした。
2009年12月、ルビン・カザンとの契約が終了し、またルビン・カザンがチャンピオンズリーグで敗退したため移籍を希望。ユヴェントスFCやASローマなどが関心を持ったが、本人の熱望したリーガ・エスパニョーラのバレンシアCFへ移籍した。
しかしバレンシアでは怪我の影響もあってか不本意な日々を送り、2011年5月には自身のTwitterで、リーガ・エスパニョーラ優勝ではなくUEFAチャンピオンズリーグ出場を目標とするクラブに皮肉を浴びせた。
同年8月、クラブ史上初のプリメーラB・ナシオナル（2部リーグに相当）降格が決まっている古巣CAリーベル・プレートへレンタル移籍。レギュラーとして、1年での昇格に貢献する。
2012年8月、ラージョ・バジェカーノへ完全移籍。
2013年7月、オリンピアコスFCへ移籍。
2016-17シーズン限りでギリシャを去ると、2017年8月7日にラージョへ復帰することが発表された。
2019年6月28日、現役引退を発表した。

## 人物
イタリア国籍も所持しており、ロシアでの生活が長かったということもあり、ロシア語が堪能である。

## タイトル

### クラブ
リーベル・プレート
- プリメーラ・ディビシオン : 2002クラウスーラ, 2003クラウスーラ, 2004クラウスーラ
- プリメーラB・ナシオナル : 2011-12

ルビン・カザン
- コパ・ラ・マンガ : 2005, 2006
- ロシア・プレミアリーグ : 2009

ゼニト
- ロシア・プレミアリーグ : 2007
- ロシア・スーパーカップ : 2008
- UEFAカップ : 2007-08
- UEFAスーパーカップ : 2008

オリンピアコス
- ギリシャ・スーパーリーグ : 2013-14, 2014-15, 2015-16, 2016-17
- キペロ・エラーダス : 2015

ラージョ・バジェカーノ
- セグンダ・ディビシオン : 2017-18

### 代表
アルゼンチン U-20
- FIFAワールドユース選手権 : 2001

### 個人
- ロシア・プレミアリーグ最優秀外国人選手賞：1 (2006)
- ロシア年間最優秀サッカー選手賞：1 (2009)